# جو جی هون
جو جی هون (کره‌ای: 주지훈؛ زادهٔ ۱۶ مه ۱۹۸۲) بازیگر و مدل اهل کره جنوبی است. او اولین نقش اول مرد خود را در درام محبوب سال ۲۰۰۶ به نام روزگار شاهزاده انجام داد. از کارهای قابل توجه او می‌توان به عتیقه، همراه با خدایان: دو جهان، همراه با خدایان: ۴۹ روز آخر، جاسوسی که به شمال رفت، شکل تاریک جرم، پادشاهی و جیریسان اشاره کرد.